# Ольберлю
Ольберлю (Олперлюєви, Ölberlü)  — половецький рід куманського, прото-монгольського[уточнити] походження, головний серед донецьких половців. Представники цього роду розділяли владу в Половецькому Полі (Дешт-і-Кипчак) з родом Кай від ~1116р. до приходу монголів в 1223р.

## Історія
В 90-х роках ХІ ст. рід вийшов з маньчжурської провінції Джеголь і вже близько 1110р. Ольберлю під проводом Шарукана з'явилися в причорноморських степах. Після протистояння з панівним до того часу родом Кай, якого підтримували руські князі, зокрема Володимир Мономах, Ольберлю на чолі з ханами Сирчаном та Атраком були змушені відійти на Кубань та на Кавказ, де половці на чолі з Атраком вступили в союз з грузинським правителем Давидом Будівельником. 
По смерті Володимира Мономаха, Ольберлю повернулися в причорноморські степи, і розділили вплив у Причорномор'ї з родом Кай на основі двовладдя, причому представники роду Ольберлю були верховними правителями, а Кай — співправителями. Ольберлю продовжували конкурувати з тюркським родом Тертер-оба, який був панівним серед половців до приходу Кай та Ольберлю і під їхнім тиском був змушений відійти на правий берег Дніпра.
Династія, заснована Шаруканом, проіснувала до приходу монголів в причорноморські степи.

## Список ханів
- Шарукан
- Сугр, молодиший брат Шарукана
- Атрак, син Шарукана
- Сирчан, син Сугра
- Кончак, син Атрака
- Ельтут, син Атрака
- Юрій, син Кончака
- Тотоур, можливо син Юрія Кончаковича
- Беркуті, можливо син або онук Юрія Кончаковича

## Див. теж
- Шарукань - половецьке місто поблизу Харкова, зруйноване монголами